# Stanisław Szot
Stanisław Szot, ps. „Kot” (ur. 12 kwietnia 1917 w Opoce, zm. 8 września 2008) – polski działacz komunistyczny, pułkownik ludowego Wojska Polskiego.

## Życiorys

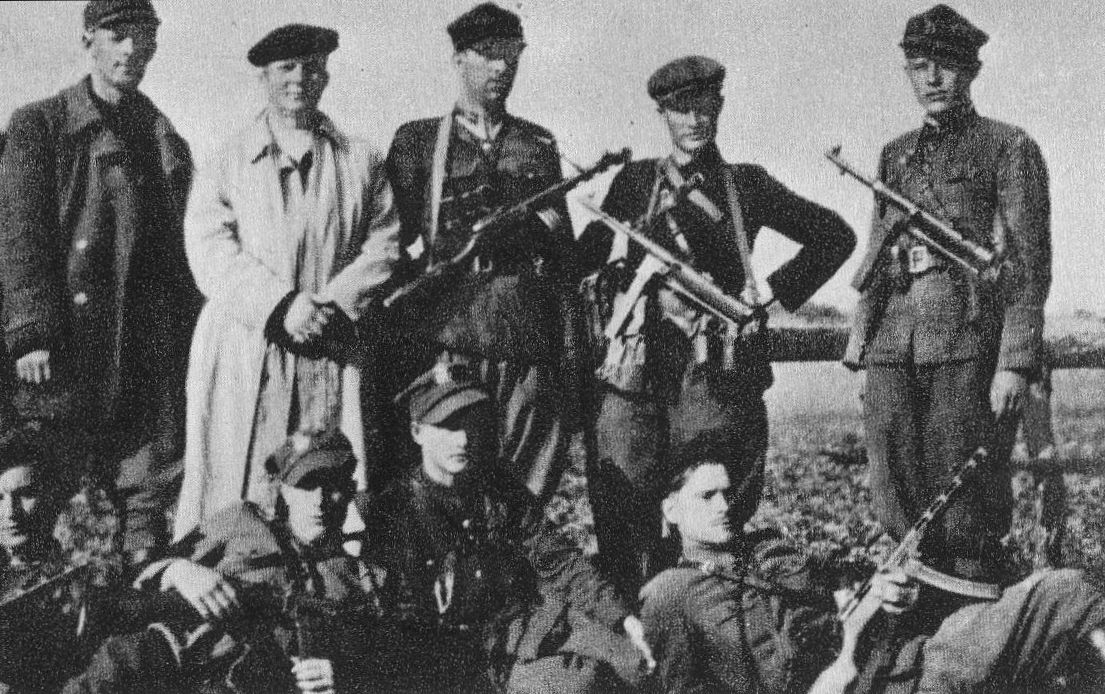
Stanisław Szot (stoi w środku) w partyzantce, 1944

Syn Mateusza i Stanisławy. Od 16 roku życia pracował w kamieniołomach w Annopolu. Od 1935 członek Komunistycznego Związku Młodzieży Polski. W lipcu 1941 współorganizował Robotniczo-Chłopską Organizację Bojową. W latach 1942–1944 w oddziałach Gwardii Ludowej i Armii Ludowej, członek okręgowych władz Polskiej Partii Robotniczej na Lubelszczyźnie. Od połowy 1943 członek obwodowego komitetu PPR, od wiosny 1944 zastępca dowódcy II obwodu AL do spraw polityczno-wychowawczych. W czerwcu 1943 r. brał udział w ataku na tabor niemiecki w okolicy Marynopola. 28 lipca 1944 został ciężko ranny w walce z Niemcami w lasach gościeradowskich. 
Zastępca kierownika Wydziału do Walki z Bandytyzmem Ministerstwa Bezpieczeństwa Publicznego i kierownik Grupy Operacyjnej na województwo poznańskie, kierownik Wojewódzkiego Urzędu Bezpieczeństwa Publicznego w Poznaniu w 1945 i Lublinie w latach 1944–1945. Od lipca 1945 do grudnia 1947 I sekretarz Komitetu Wojewódzkiego Polskiej Partii Robotniczej w Lublinie.
20 września 1946 został posłem do Krajowej Rady Narodowej. Od 1948 służył w ludowym Wojsku Polskim, ukończył Wyższą Szkołę Piechoty. Od 1956 ponownie w aparacie partyjnym.  Poseł na Sejm Polskiej Rzeczypospolitej Ludowej II kadencji z ramienia Polskiej Zjednoczonej Partii Robotniczej (1957–1961). Na fali odwilży październikowej był od 17 listopada do 14 grudnia 1956 I sekretarzem Komitetu Wojewódzkiego PZPR w Lublinie. W następnych latach ukończył Wyższy Kurs Doskonalenia Oficerów oraz studia w Akademii Sztabu Generalnego WP. Jako oficer Zarządu II Sztabu Generalnego Wojska Polskiego był w latach 1963–1966 attaché wojskowym Ambasady PRL w Pekinie. 
Od 1970 pełnił służbę w Głównym Zarządzie Politycznym Wojska Polskiego na stanowisku sekretarza Komisji Kontroli Partyjnej WP. Służbę wojskową zakończył we wrześniu 1976 roku, pożegnany oficjalnie przez wiceministra obrony narodowej, szefa GZP WP gen. broni Włodzimierza Sawczuka oraz gen. dyw. Józefa Baryłę.
Pochowany na cmentarzu Wojskowym na Powązkach w Warszawie (kwatera HII-2-15).

## Ordery i odznaczenia
- Order Sztandaru Pracy I klasy (dwukrotnie)[6]
- Krzyż Komandorski Orderu Odrodzenia Polski
- Order Krzyża Grunwaldu III klasy
- Krzyż Srebrny Orderu Wojennego Virtuti Militari (2 sierpnia 1946)[7]
- Złoty Krzyż Zasługi
- Krzyż Walecznych (6 września 1946)[8]
- Krzyż Partyzancki
- Medal „Za udział w walkach w obronie władzy ludowej”
- Srebrny Krzyż Zasługi
- Brązowy Krzyż Zasługi
- Medal 30-lecia Polski Ludowej
- Medal 40-lecia Polski Ludowej
- Medal Zwycięstwa i Wolności 1945
- Złoty Medal „Siły Zbrojne w Służbie Ojczyzny”
- Srebrny Medal „Siły Zbrojne w Służbie Ojczyzny”
- Brązowy Medal „Siły Zbrojne w Służbie Ojczyzny”
- Medal 10-lecia Polski Ludowej
- Złoty Medal „Za zasługi dla obronności kraju”
- Srebrny Medal „Za zasługi dla obronności kraju”
- Brązowy Medal „Za zasługi dla obronności kraju”
- Odznaka „Zasłużony Działacz Kultury Fizycznej” (1963)[9]
- Pamiątkowy Medal z okazji 40. rocznicy powstania Krajowej Rady Narodowej (1983)[10]
- Medal 100 lat ruchu robotniczego w Polsce (1982)[11]
- Wpis do Honorowej Księgi Czynów Żołnierskich (1989)